# フレヴァン
Fravent（フレヴァン）は、株式会社リンクが発行する横浜市の都筑区・青葉区を配布エリアとするフリーペーパー。
Fraventとは、フランス語でさわやかな（frais）と、風（vent）をもじった造語。
2012年8月号で創刊100号を迎える港北ニュータウン版は、横浜市都筑区の主婦層に幅広く認知されている。主な広告は美容・学校・習い事などである。港北ニュータウンの地域性にあったジャンルの広告が目立つ。